# Liste der Einträge im National Register of Historic Places im Malheur County
Liste der Einträge im National Register of Historic Places in Malheur County (Oregon) in das National Register of Historic Places eingetragenen Gebäude, Bauwerke, Objekte, Stätten oder historischen Distrikte:

## Auflistung
| [ 1 ] | Name                                                        | Bild                                              | Eintragsdatum                 | Lage                                                                                               | Ort                      | Beschreibung                               |
| ----- | ----------------------------------------------------------- | ------------------------------------------------- | ----------------------------- | -------------------------------------------------------------------------------------------------- | ------------------------ | ------------------------------------------ |
| 1     | Birch Creek Ranch Historic Rural Landscape                  | weitere Bilder                                    | 25. Aug. 1997 ID-Nr. 97000882 | Owyhee River an dem Zusammenfluss mit dem Birch Creek 43° 12′ 53,7″ N, 117° 30′ 11,5″ W            | Jordan Valley (Umgebung) |                                            |
| 2     | James Rowley und Mary J. Blackaby House                     | James Rowley und Mary J. Blackaby House           | 28. Dez. 2001 ID-Nr. 01001391 | 717 SW 2nd St. 44° 1′ 14,5″ N, 116° 58′ 4,5″ W                                                     | Ontario                  |                                            |
| 3     | Jean Baptiste Charbonneau Memorial und Inskip Station Ruins | weitere Bilder                                    | 14. März 1973 ID-Nr. 73001577 | Nördlich Danner, Ausfahrt U.S. Highway 95 42° 52′ 0″ N, 117° 20′ 15″ W                             | Danner                   |                                            |
| 4     | First Bank of Vale                                          | weitere Bilder                                    | 5. März 1992 ID-Nr. 92000132  | 148 Main St. S. 43° 58′ 54″ N, 117° 14′ 20″ W                                                      | Vale                     |                                            |
| 5     | Green Lantern Saloon                                        | Green Lantern Saloon                              | 6. Sep. 1996 ID-Nr. 96000980  | 11 S. 1st St. 43° 52′ 34,6″ N, 116° 59′ 37,9″ W                                                    | Nyssa                    |                                            |
| 6     | Moses and Mary Hart Stone House and Ranch Complex           | Moses and Mary Hart Stone House and Ranch Complex | 1. Okt. 2001 ID-Nr. 01000498  | ca. 1,6 km westlich des Postamtes auf der Bully Creek County Rd. 43° 58′ 53,1″ N, 117° 43′ 20,4″ W | Westfall                 |                                            |
| 7     | Hotel Western                                               | Hotel Western                                     | 6. Sep. 1996 ID-Nr. 96000981  | 9 Good Ave. 43° 52′ 33″ N, 116° 59′ 34″ W                                                          | Nyssa                    |                                            |
| 8     | Old Stone House                                             | weitere Bilder                                    | 19. Mai 1972 ID-Nr. 72001085  | 283 S. Main St. 43° 58′ 51″ N, 117° 14′ 22″ W                                                      | Vale                     |                                            |
| 9     | Oregon Short Line Railroad Depot                            | weitere Bilder                                    | 5. Aug. 1999 ID-Nr. 99000950  | 300 Depot Lane 44° 1′ 26″ N, 116° 57′ 42″ W                                                        | Ontario                  |                                            |
| 10    | Oregon Trail Historic District                              | weitere Bilder                                    | 29. Okt. 1975 ID-Nr. 75001589 | 8,0 km südöstlich vom Vale am Lytle Blvd. 43° 54′ 50″ N, 117° 10′ 35″ W                            | Vale                     |                                            |
| 11    | Owyhee-Talsperre                                            | weitere Bilder                                    | 23. Sep. 2010 ID-Nr. 10000791 | Owyhee Lake Road 43° 35′ 30,6″ N, 117° 14′ 32,6″ W                                                 | Adrian (Umgebung)        | Historic district inklusive des Owyhee Dam |
| 12    | Pelota Fronton                                              | weitere Bilder                                    | 19. Mai 1972 ID-Nr. 72001084  | Bassett St. (U.S. Highway 95) 42° 58′ 27,9″ N, 117° 3′ 10,4″ W                                     | Jordan Valley            |                                            |
| 13    | Sheep Ranch Fortified House                                 | Sheep Ranch Fortified House                       | 1. Nov. 1974 ID-Nr. 74001695  | 3192 Old I-O-N Highway 42° 55′ 11,6″ N, 117° 32′ 49,7″ W                                           | Arock (Umgebung)         |                                            |
| 14    | Al Thompson and Son's Feed and Seed Company                 | Al Thompson and Son's Feed and Seed Company       | 6. Sep. 1996 ID-Nr. 96000982  | 117 Good Ave. 43° 52′ 33″ N, 116° 59′ 38″ W                                                        | Nyssa                    |                                            |
| 15    | Vale Drug Store                                             | weitere Bilder                                    | 6. Sep. 2002 ID-Nr. 02000950  | 158 Main St. N 43° 58′ 56″ N, 117° 14′ 20″ W                                                       | Vale                     |                                            |
| 16    | Vale Hotel and Grand Opera House                            | weitere Bilder                                    | 1. Aug. 1984 ID-Nr. 84003032  | 123 S. Main St. 43° 58′ 56″ N, 117° 14′ 43″ W                                                      | Vale                     |                                            |
| 17    | Vinsonhaler Blacksmith Shop                                 | Vinsonhaler Blacksmith Shop                       | 6. Sep. 1996 ID-Nr. 96000983  | 122 Good Ave. 43° 52′ 33,8″ N, 116° 59′ 40,9″ W                                                    | Nyssa                    |                                            |